# یاسوهیرو نوگوچی
یاسوهیرو نُوگوچی (انگلیسی: Yasuhiro Noguchi؛ زادهٔ ۱ ژانویهٔ ۱۹۴۶) بازیکن سابق والیبال اهل ژاپن است که در بازی‌های المپیک تابستانی ۱۹۷۲ شرکت داشته بود.